# Mosier
Mosier az Amerikai Egyesült Államok északnyugati részén, Oregon állam Wasco megyéjében elhelyezkedő város. A 2020. évi népszámlálási adatok alapján 468 lakosa van.

## Története
Mosier 1854 óta lakott, városi rangot pedig 1914-ben kapott. Az egykor a posta helyén működő bank páncélszekrénye eredeti állapotában maradt fenn. Az iskola 1920-ban nyílt meg.
2016. június 3-án a szennyvíztisztító telep közelében egy 96 kocsival közlekedő tehervonat 14 kocsija kisiklott; a 159 hektoliternyi kifolyt olaj eloltása 14 órán át tartott.

## Éghajlat
A település éghajlata mediterrán (a Köppen-skála szerint Csb).

## Népesség
A település népességének változása:

| 2010 | 433 |
| 2020 | 468 |

## Nevezetes személy
- Jackson Graham, a Washington Metropolitan Area Transit Authority első vezérigazgatója[8]

## Fordítás
- Ez a szócikk részben vagy egészben  a   Mosier, Oregon című angol Wikipédia-szócikk ezen változatának fordításán alapul.  Az eredeti cikk szerkesztőit annak laptörténete sorolja fel. Ez a jelzés csupán a megfogalmazás eredetét és a szerzői jogokat jelzi, nem szolgál a cikkben szereplő információk forrásmegjelöléseként.